# سوسیس کوچک در سوسیس بزرگ
سوسیس کوچک در سوسیس بزرگ (چینی سنتی: 大腸包小腸; Pe̍h-ōe-jī: tōa-tn̂g pau sió-tn̂g; به معنای «روده کوچک در روده بزرگ») یک ساندویچ سوسیس میان‌وعده است که در اواخر قرن بیستم در تایوان اختراع شد. بخشی از سوسیس گوشت خوک تایوانی در یک سوسیس برنجی چسبناک (کمی بزرگتر و چاق تر) پیچیده می‌شود تا این غذای لذیذ درست شود که معمولاً به صورت کبابی سرو می‌شود. نسخه‌های لوکس آن در بازارهای شبانه تایوان با چاشنی‌هایی مانند ترشی بوکوی، خیارشور، سیر، فلفل تند، واسابی و خمیر سس سویا غلیظ برای تکمیل طعم موجود است.

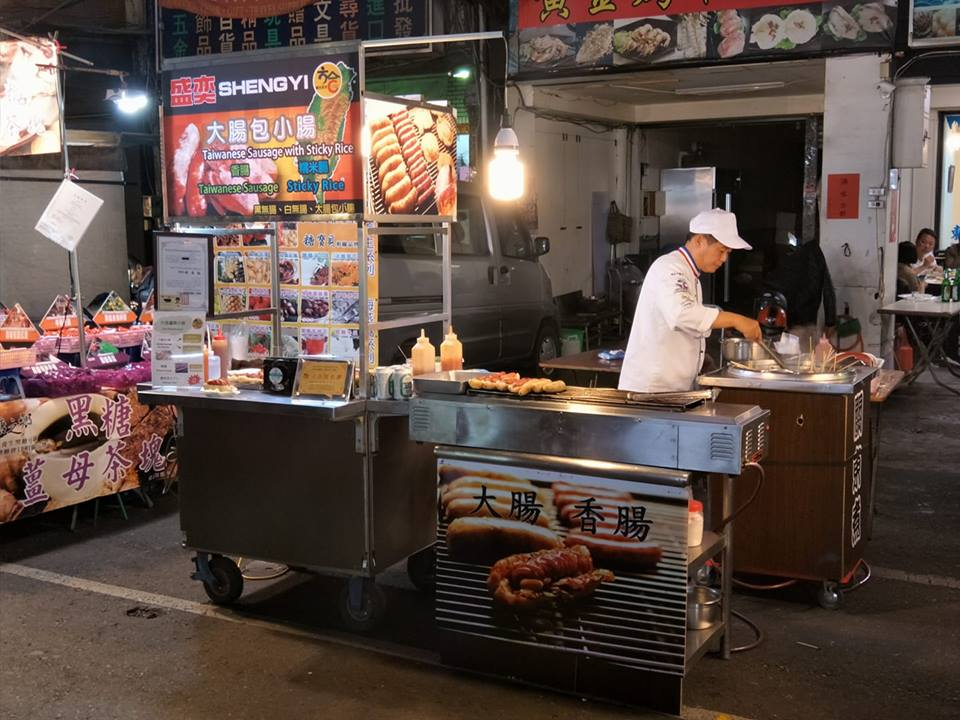
سوسیس شنگ یی تایوانی با برنج چسبنده در بازار شبانه Kaohsiung Liuho تایوان

## انواع سوسیس

### سوسیس گوشت
یکی از خوشمزه‌ترین انواع سوسیس، سوسیس گوشت است، که با گوشت‌های مختلف مانند گوسفندی، گوساله، مخلوط، گوشت سفید (مرغ، بوقلمون، ماهی و …)، تهیه می‌شود.
بد نیست بدانید، از مهم‌ترین دلایل مرغوبیت، خوش‌طعمی و ارزش غذایی بالای سوسیس، گوشت استفاده شده در آن است. درواقع هرچه کیفیت و مقدار گوشت استفاده شده در تولید سوسیس بالاتر و بیشتر باشد، علاوه بر بالا بودن ارزش غذایی این خوراکی پرطرفدار، طعم آن هم خوشمزه‌تر خواهد بود.
سوسیس ۹۰ درصد گوشت قرمز یکی از این خوشمزه‌های فوق‌العاده است، که پیشنهاد می‌کنیم، حتماً طعم آن را امتحان کنید. بسیاری از مصرف‌کنندگان این محصول به دلیل چربی بالا، طبخ آن را با روغن نمی‌پسندند؛ بنابراین بهتر است، سوسیس ۹۰ درصدی را به صورت کبابی به ویژه روی زغال، گریل یا بخارپز مصرف کنید.
بد نیست بدانید، انواع سوسیس گوشت با درصدهای مختلفی مانند سوسیس ۸۰، ۷۰ و … تولید می‌شود که قطعاً میزان گوشت قرمز استفاده شده در طعم و کیفیت سوسیس تأثیرگذار خواهد بود.

### سوسیس فرانکفورتر
سوسیس فرانکفورتر نوع دیگری از سوسیس که با ۷۰ درصد گوشت قرمز تولید می‌شود و توانسته محبوبیت زیادی بین دوست‌داران این فراورده گوشتی به‌دست‌آورد. این سوسیس از نظر بسیاری از مصرف‌کنندگان به دلیل استفاده زیاد از گوشت، بسیار خوش‌طعم بوده و یکی از محصولات مرغوب و خوش‌طعم به‌شمار می‌رود.
اغلب در تولید سوسیس فرانکفورتر از ۷۰ درصد گوشت قرمز، روغن مایع، گلوتن، نشاسته، نمک، ادویه و دیگر افزودنی‌های مجاز استفاده می‌شود. البته فرانکفورتر ۸۰ درصد گوشت قرمز هم تولید می‌شود که مصرف آن برای کسانی که چربی خون و کلسترول دارند، توصیه نمی‌شود.
می‌توان سوسیس فرانکفورتر را به دلیل چربی بالا به صورت کبابی و گریل طبخ و در انواع سالاد، پیتزا و ساندویچ استفاده کرد. عطر دلنشین آن هنگام کباب‌شدن به‌ویژه روی ذغال بسیار اشتهاآور و وسوسه‌انگیز است.

### سوسیس آلمانی
سوسیس آلمانی نوع دیگری از انواع سوسیس با گوشت قرمز است، که معمولاً درصد گوشت استفاده شده در تهیه آن از ۴۰ تا ۷۰ درصد است. بیشتر از سوسیس آلمانی در تهیه نوعی ساندویچ به نام «سوسیس بندری»، استفاده می‌شود. کافی است، سوسیس آلمانی را در روغن سرخ کنید و به آن کمی پیاز سرخ‌شده، سیب‌زمینی نگینی، فلفل تند، رب گوجه‌فرنگی و ادویه بزنید. در انتها یک سوسیس بندری خوشمزه و خوش‌عطر خواهید داشت.